# Jaunā Vienotība
Ny Enhed (lettisk: Jaunā Vienotība, JV ) er en centrum-højre politisk alliance i Letland. Dets medlemmer er partiet Enhed og fire regionale partier, og det er orienteret mod liberal-konservatisme og liberalisme.

## Historie
Ny Enhed blev dannet op til det lettiske parlamentsvalg i 2018. Partiet fik ved valget 6,7 % af stemmerne, 1,7 % over spærregrænsen på 5 %, og blev det mindste parti i det nyvalgte parlament. Det mislykkedes for de større partier Nyt Konservativt Parti (JKP) og For et humant Letland (PCL) at danne en regering hvorefter Letlands præsident, Raimonds Vējonis, i januar 2019 tilbød Ny Enheds spidskandidat, tidligere europaparlamentsmedlem Krišjānis Kariņš, at danne regering. Kariņš' regering bestående af 5 partier blev godkendt af Letlands parlament, Saeima, 23. januar 2019. Udover premierministerposten fik Ny Enhed udenrigs- og finansministerposterne.